# Hydraecia
Hydraecia är ett släkte av fjärilar som beskrevs av Achille Guenée 1841. Hydraecia ingår i familjen nattflyn.

## Bildgalleri

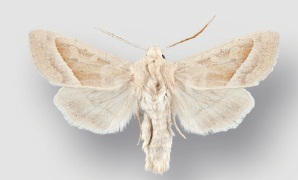
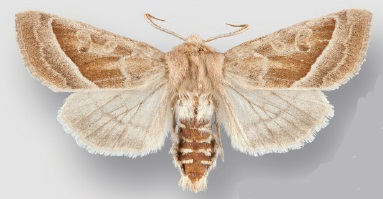
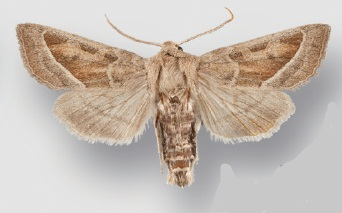
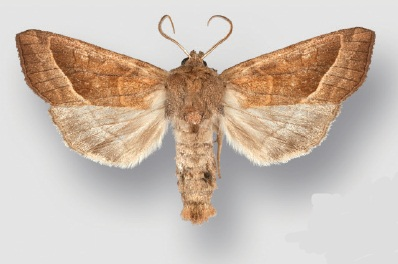
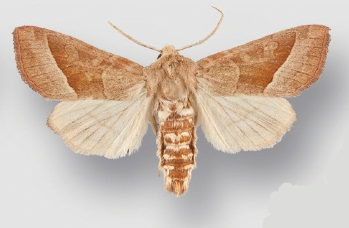
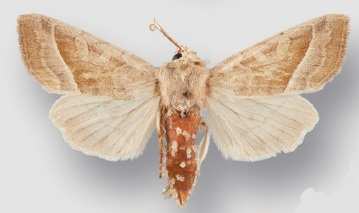

## Dottertaxa tillHydraecia, i alfabetisk ordning[1][2]
- Hydraecia amurensis
- Hydraecia argillago
- Hydraecia arnymai
- Hydraecia aurantia
- Hydraecia brunnea
- Hydraecia burkhana
- Hydraecia butleri
- Hydraecia cervago
- Hydraecia columbia
- Hydraecia confluens
- Hydraecia cypriaca
- Hydraecia diluta
- Hydraecia diplocyma
- Hydraecia discolor
- Hydraecia fuscata
- Hydraecia fuscoquadrata
- Hydraecia grisea
- Hydraecia hucherardi
- Hydraecia immaculata
- Hydraecia immanis
- Hydraecia intacta
- Hydraecia intermedia
- Hydraecia lampadifera
- Hydraecia lutea
- Hydraecia medialis
- Hydraecia micacea, Potatisstamfly
- Hydraecia mongoliensis
- Hydraecia murciegoi
- Hydraecia naxiaoides
- Hydraecia nigrolineata
- Hydraecia nordstroemi, Lökstamfly
- Hydraecia obliqua
- Hydraecia obsoleta
- Hydraecia osseola
- Hydraecia pallescens
- Hydraecia perobliqua
- Hydraecia petasitae
- Hydraecia petasitis, Pestrotsfly
- Hydraecia plumbosa
- Hydraecia rubida
- Hydraecia semiconfluens
- Hydraecia songariae
- Hydraecia stramentosa
- Hydraecia subrufa
- Hydraecia trilinea
- Hydraecia ultima, Kärrstamfly
- Hydraecia vindelicia
- Hydraecia viola
- Hydraecia virgata
- Hydraecia ximena